# Nikolaj Jež

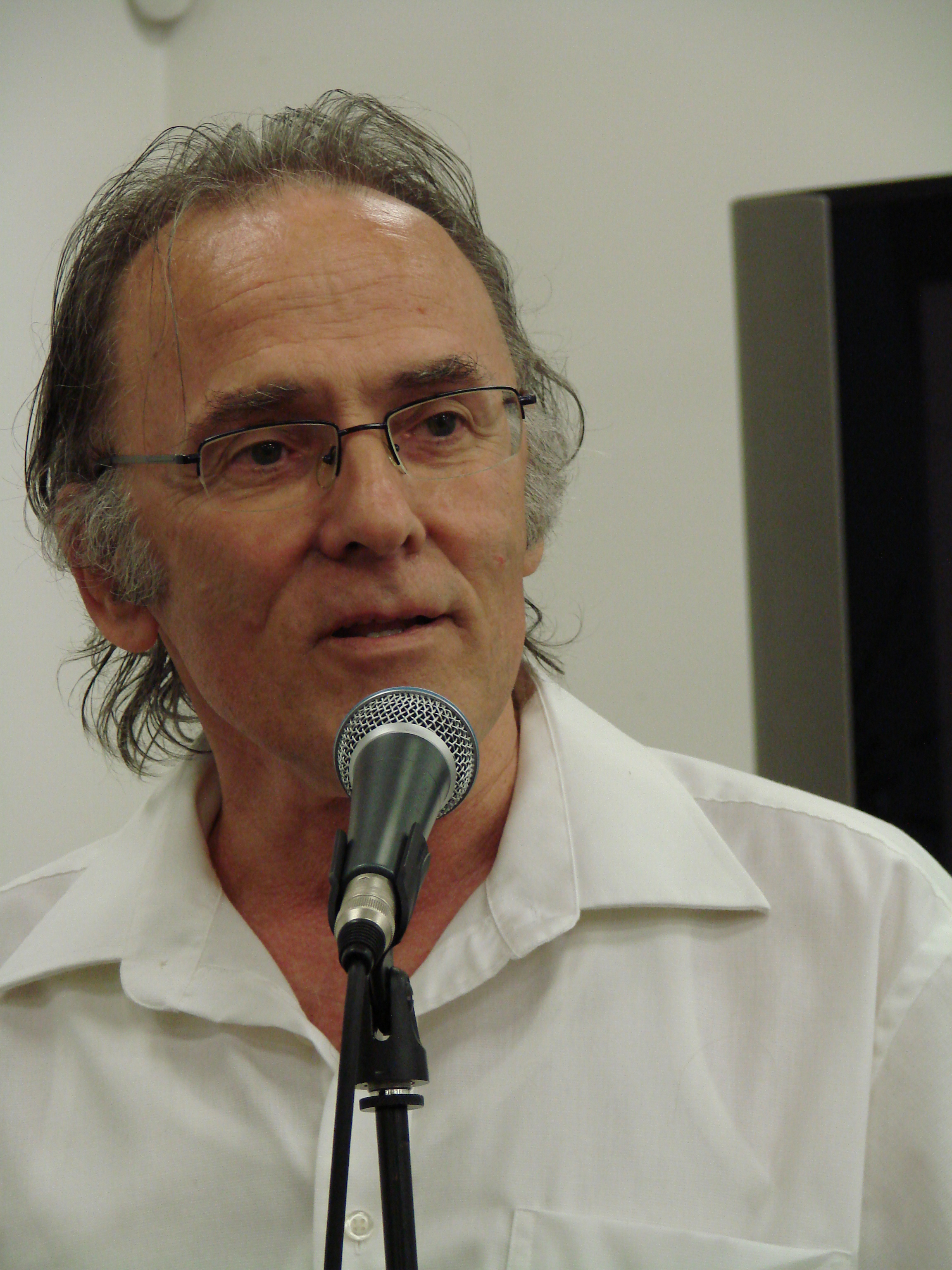
Niko Jež

Nikolaj Jež (ur. 1948) – słoweński slawista, polonista.

## Życiorys
Nikolaj Jež urodził się w 1948 roku w Zabukowicy koło Celja. W roku 1972 ukończył slawistykę na Wydziale Humanistycznym  Uniwersytetu w Lublanie  i rozpoczął tam studia podyplomowe, które ukończył w 1977 roku, przedstawiając pracę magisterską z nowszej literatury słoweńskiej.
W roku 1975 uczestniczył w półrocznym kształceniu odbywającym się w Instytucie Badań Literackich przy Polskiej Akademii Nauk w Warszawie, a w 1979 objął stanowisko lektora języka polskiego w Instytucie Slawistyki Uniwersytetu w Lublanie. W roku 1989 dostał tytuł starszego wykładowcy języka polskiego, w roku 2000 doktoryzował się na Uniwersytecie Śląskim a od 2002 roku jest docentem literatury polskiej w Instytucie Slawistyki Wydziału Humanistycznego w Lublanie. W roku 2004 między innymi też w wyniku wysiłków naukowo-organizacyjnych Nikolaja Ježa na Uniwersytecie w Lublanie powstała katedra polonistyki.
W swojej działalności na lublanskiej slawistyce poświęcał się pedagogicznej, badawczej, publicystycznej i translatorskiej pracy. Jako pedagog nie ograniczał się do programu studiów, ale zachęcał studentów do pracy twórczej, której rezultaty są widoczne w zamieszczanych w czasopismach publikacjach przekładów i artykułów polskiej poezji i prozy współczesnej powstałych pod jego kierunkiem.

## Praca naukowa
W pracy badawczej poświęcał się badaniu stosunków między słoweńską a polską literaturą w XIX i XX wieku. Wynikami badań prowadzonych w ramach Instytutu Naukowo-Badawczego Wydziału Humanistycznego w Lublanie są studia, artykuły i referaty, które przedstawiał na licznych krajowych i międzynarodowych sympozjach za granicą, zwłaszcza w Polsce (w Warszawie, Katowicach, Poznaniu, Krakowie). W tym zespole opracował też związki między lublanskim a lwowskim środowiskiem 1.poł. XX wieku (współredaktor monografii: Čopovi galicijski dopisniki, Lublana 1989) oraz recepcję polskiej prozy w 2. poł. XIX i na początku XX wieku. Ostatecznie konstacje badań przedstawił jako współautor hasła: Polsko-słoweńskie stosunki kulturalne zamieszczonego w Encyklopedii Słowenii. Jest również autorem haseł dotyczących literatury polskiej w najnowszym słoweńskim leksykonie Slovenski veliki leksikon. W badaniach, z których powstała jego praca doktorska, zajmował się polską i słoweńską prozą w okresie międzywojennym w świetle porównawczym.

## Praca translatorska
W pracy translatorskiej Nikolaj Jež systematycznie poświęca się przekładowi trudnej pod względem artystycznym współczesnej prozy i poezji, a także literatury naukowej i fachowej. Wśród pierwszych przekładów zauważamy Główne problemy wiedzy o literaturze Henryka Markiewicza, Historię Polski (razem z Rozka Štefan), korespondencję Emila Korytki, a od 1988 prawie co roku wydawał oddzielną pozycję książkową poświęconą polskiej prozie, poezji czy publicystyce, czasem nawet dwie. Do najważniejszych przekładów na pewno należą: powieści Andrzeja Kuśniewicza Król Obojga Sycylii, Pożegnanie jesieni Stanisława Ignacego Witkiewicza, Trans- Atlantyk Witolda Gombrowicza, Cesarz i Heban Ryszarda Kapuścińskiego, ostatnie pozycje to przekład Madame Antoniego Libery, która wyszła w druku w tym roku, i nowy słoweński przekład Ślubu Gombrowicza. Wydał też zbiory wierszy Zbigniewa Herberta (razem z Tonym Pretnarem), Adama Zagajewskiego, Karola Wojtyły, eseje Adama Michnika. Razem wyszło około 20 przekładów w książkach.
Kulturalne, zwłaszcza literackie życie w Polsce Nikolaj Jež odzwierciedla w okolicznościowych artykułach, sprawozdaniach  literackich nowościach zamieszczanych w słoweńskich czasopismach.
Jako członek jury Międzynarodowego Spotkania Literackiego Vilenica współpracuje przy corocznym wydaniu edycji zbiorowej. W 1987 roku otrzymał wyróżnienie polskiego Ministerstwa Kultury, w roku 2000 przyjął najwyższą słoweńską nagrodę za pracę translatorską - Nagrodę imienia Antona Sovre.
Został odznaczony Krzyżem Kawalerskim (2008) i Oficerskim (2018) Orderu Zasługi Rzeczypospolitej Polskiej.